# Oliarus acuminata
Oliarus acuminata är en insektsart som beskrevs av Frederick Arthur Godfrey Muir 1924. Oliarus acuminata ingår i släktet Oliarus och familjen kilstritar. Inga underarter finns listade i Catalogue of Life.